# Agustín Calleri
Agustín Santiago Calleri (14 de septiembre de 1976 en Río Cuarto, Provincia de Córdoba, Argentina) es un exjugador de tenis profesional argentino, que actualmente se desempeña como presidente de la Asociación Argentina de Tenis. Fue diputado de la Nación Argentina entre marzo de 2016 y diciembre de 2017 por la provincia de Córdoba por Unidos por una Nueva Alternativa, y presidente de la Agencia Córdoba Deportes. 

## Biografía

### Carrera en el tenis
Su apodo es El Gordo, cuál fue adoptado por sus amigos cuando era más joven. Su juego se caracterizaba por tener golpes muy potentes desde el servicio hasta de fondo de cancha, especialmente su revés a una mano. Su potencia era muy diferenciada al resto de los jugadores, lo que lo hacía tener días muy buenos como también muy malos dentro de una cancha de tenis,[cita requerida] como cuando perdió 6-2 6-1 contra Stefan Koubek en segunda ronda de nottingham (césped), en ese partido Calleri hizo 74 errones no forzados.
Durante su carrera ganó 9 ATP Challengers, 2 ATP 250, y fue finalista en el Masters de Hamburgo de 2003. También destacaron triunfos frente a ex N.º 1 como Lleyton Hewitt, Andre Agassi, Gustavo Kuerten y Juan Carlos Ferrero. Alcanzó en N°16 del ranking durante el año 2003. Se retiró en febrero del 2010 a los 33 años de edad. Su último encuentro profesional lo llevó a cabo en un challenger en Bogotá, donde enfrentó en primera ronda al mexicano Santiago González en julio de 2009, el cual pierde por 6-3, 3-6, 4-6.
En el US Open 2000, Calleri cayó derrotado en la tercera ronda ante Pete Sampras, el excampeón de dicho Grand Slam, por 7-6, 7-6 y 6-3. El Gordo se retiró ovacionado del estadio Artur Ashe.

### Retiro del tenis y política
En 2014 Calleri es nombrado como titular de la Agencia Córdoba Deportes por el entonces gobernador José Manuel de la Sota. En su asunción Calleri señaló que llevaría adelante “una gestión abierta a la prensa, los clubes, las instituciones vecinales, que hará hincapié en la infraestructura, en mejorar lo que ya tenemos y en incrementarlo”.
El 1 de marzo de 2016 Calleri asumió como diputado nacional en reemplazo de Juan Schiaretti, quien había renunciado en diciembre del año anterior para asumir como gobernador de Córdoba. Durante su mandato presentó 11 proyectos como firmante y otros 59 como cofirmante. Fue el autor de la ley que creó el segundo parque nacional de la Provincia de Córdoba denominado Traslasierra, integró las comisiones de  Deportes, Turismo, Ciencia y Discapacidad, entre otras. Terminó su mandato el 9 de diciembre de 2017.
Desde noviembre de 2020, se desempeña como Secretario de Deporte de la Municipalidad de Río Cuarto.
En mayo de 2018 se presentó a elecciones para la conducción de la Asociación Argentina de Tenis (AAT). Su lista se impuso por 165 a 131 sobre la candidatura de José Luis Clerc y de esta manera Calleri resultó elegido presidente de la asociación. Al momento de asumir dijo que encontró a la AAT en “un gran desorden económico y administrativo”. Apenas unos meses después despidió al capitán del equipo de Copa Davis, Daniel Orsanic, y en su lugar se designó a un triunvirato formado por los extenistas Gaudio, Coria y Cañas. En febrero de 2019 se eligió a Gaudio como único capitán.

## Títulos ATP (5; 2+3)

### Individuales (2)

#### Títulos
| Leyenda                |
| Grand Slam (0)         |
| Tennis Masters Cup (0) |
| ATP Masters Series (0) |
| ATP Tour (2)           |

| N.º | Fecha                 | Torneo    | Superficie    | Oponente en la final | Resultado      |
| --- | --------------------- | --------- | ------------- | -------------------- | -------------- |
| 1.  | 24 de febrero de 2003 | Acapulco  | Tierra batida | Mariano Zabaleta     | 7-5 3-6 6-3    |
| 2.  | 24 de julio de 2006   | Kitzbühel | Tierra batida | Juan Ignacio Chela   | 7-6(9) 6-2 6-3 |

#### Finalista (6)
| Leyenda                |
| Grand Slam (0)         |
| Tennis Masters Cup (0) |
| ATP Masters Series (1) |
| ATP Tour (5)           |

| N.º | Fecha                 | Torneo          | Superficie    | Oponente en la final | Resultado      |
| --- | --------------------- | --------------- | ------------- | -------------------- | -------------- |
| 1.  | 18 de febrero de 2002 | Buenos Aires    | Tierra batida | Nicolás Massú        | 6-2 6-7(5) 2-6 |
| 2.  | 7 de abril de 2003    | Estoril         | Tierra batida | Nikolái Davydenko    | 4-6 3-6        |
| 3.  | 12 de mayo de 2003    | Hamburgo TMS    | Tierra batida | Guillermo Coria      | 3-6 4-6 4-6    |
| 4.  | 23 de febrero de 2004 | Costa do Sauipe | Tierra batida | Gustavo Kuerten      | 6-3 2-6 3-6    |
| 5.  | 18 de julio de 2005   | Amersfoort      | Tierra batida | Fernando González    | 5-7 3-6        |
| 6.  | 21 de agosto de 2006  | New Haven       | Dura          | Nikolái Davydenko    | 4-6 3-6        |

#### Clasificación en torneos del Grand Slam
| Torneo               | 2009 | 2008 | 2007 | 2006 | 2005 | 2004 | 2003 | 2002 | 2001 | 2000 | 1999 | Títulos |
| -------------------- | ---- | ---- | ---- | ---- | ---- | ---- | ---- | ---- | ---- | ---- | ---- | ------- |
| Abierto de Australia | 1r   | 2r   | 1r   | 1r   | 2r   | 2r   | 1r   | 1r   | 2r   | -    | -    | 0       |
| Roland Garros        | 1r   | 1r   | 1r   | -    | -    | 1r   | 1r   | 1r   | 2r   | 3r   | 2r   | 0       |
| Wimbledon            | 1r   | 2r   | 2r   | 2r   | -    | -    | 2r   | 1r   | 1r   | -    | -    | 0       |
| US Open              |      | 2r   | 3r   | 1r   | 1r   | -    | 2r   | 1r   | 1r   | 3r   | -    | 0       |
| Tennis Masters Cup   |      | -    | -    | -    | -    | -    | -    | -    | -    | -    | -    | 0       |

### Dobles (3)

#### Títulos
| Leyenda                |
| Grand Slam (0)         |
| Tennis Masters Cup (0) |
| ATP Masters Series (0) |
| ATP Tour (3)           |

| N.º | Fecha                 | Torneo       | Superficie    | Pareja            | Oponentes en la final        | Resultado       |
| --- | --------------------- | ------------ | ------------- | ----------------- | ---------------------------- | --------------- |
| 1.  | 10 de febrero de 2003 | Viña del Mar | Tierra batida | Mariano Hood      | František Čermák Leoš Friedl | 6-3 1-6 6-4     |
| 2.  | 24 de octubre de 2005 | Basilea      | Moqueta       | Fernando González | Stephen Huss Wesley Moodie   | 7-5 7-5         |
| 3.  | 24 de febrero de 2008 | Buenos Aires | Tierra batida | Luis Horna        | Werner Eschauer Peter Luczak | 6-0 6-7(8) 10-2 |

#### Finalista (1)
| Leyenda                |
| Grand Slam (0)         |
| Tennis Masters Cup (0) |
| ATP Masters Series (0) |

| N.º | Fecha                 | Torneo   | Superficie    | Pareja     | Oponentes en la final         | Resultado       |
| --- | --------------------- | -------- | ------------- | ---------- | ----------------------------- | --------------- |
| 1.  | 25 de febrero de 2008 | Acapulco | Tierra batida | Luis Horna | Oliver Marach Michal Mertiňák | 2-6 7-6(3) 7-10 |

## Torneos Challengers (13; 9+4)

### Individuales (9)

#### Títulos
| N.º | Fecha                    | Torneo          | Superficie    | Oponente en la final     | Resultado   |
| --- | ------------------------ | --------------- | ------------- | ------------------------ | ----------- |
| 1.  | 8 de junio de 1998       | Weiden          | Tierra batida | Gastón Etlis             | 6-2 6-1     |
| 2.  | 20 de julio de 1998      | Newcastle       | Tierra batida | Salvador Navarro         | 6-3 6-4     |
| 3.  | 17 de abril de 2000      | San Luis Potosí | Tierra batida | Mariano Hood             | 7-5 6-4     |
| 4.  | 3 de julio de 2000       | Venecia         | Tierra batida | Jacobo Díaz              | 6-0 6-1     |
| 5.  | 1 de octubre de 2001     | Guadalajara     | Tierra batida | Edgardo Massa            | 6-0 6-1     |
| 6.  | 22 de octubre de 2001    | São Paulo       | Tierra batida | Juan Ignacio Chela       | 6-4 6-3     |
| 7.  | 12 de noviembre de 2001  | Montevideo      | Tierra batida | David Nalbandian         | 6-3 1-6 6-3 |
| 8.  | 19 de septiembre de 2005 | Szczecin        | Tierra batida | Alberto Martín           | 4-6 6-2 6-4 |
| 9.  | 2 de junio de 2008       | Prostějov       | Tierra batida | Martín Vassallo Argüello | 6-0 6-3     |

### Dobles (4)

#### Títulos
| N.º | Fecha                 | Torneo       | Superficie    | Pareja            | Oponentes en la final                          | Resultado   |
| --- | --------------------- | ------------ | ------------- | ----------------- | ---------------------------------------------- | ----------- |
| 1.  | 27 de julio de 1998   | Scheveningen | Tierra batida | Tobias Hildebrand | Sebastián Prieto Martín Rodríguez              | 6-2 3-6 6-2 |
| 2.  | 19 de octubre de 1998 | Montevideo   | Tierra batida | Francisco Cabello | Paulo Taicher Cristiano Testa                  | 6-2 3-6 6-2 |
| 3.  | 22 de octubre de 2001 | São Paulo-3  | Tierra batida | Edgardo Massa     | Diego del Río Mariano Hood                     | 5-7 7-5 6-3 |
| 4.  | 3 de julio de 2006    | Biella       | Tierra batida | Lucas Arnold Ker  | Juan Martín del Potro Martín Vassallo Argüello | 7-6(5) 6-2  |

## Exhibiciones
- 2007: Master Indoor Córdoba